# ФК Ависпа Фукуока
Ависпа Фукуока (јап. アビスパ福岡) јапански је фудбалски клуб из Фукуоке.

## Име
- ФК Чуо (јап. 中央防犯サッカー部, 1982—1990)
- ФК Чуо АЦМ Фуџиеда (јап. 中央防犯ACM藤枝フットボールクラブ, 1991—1993)
- ФК Чуо Фуџиеда блукс (јап. 中央防犯FC藤枝ブルックス, 1994)
- ФК Фукуока блукс (јап. 福岡ブルックス, 1995)
- ФК Ависпа Фукуока (јап. アビスパ福岡, 1996—)

## Успеси
Првенство
- Фудбалска друга лига Јапана: 1992.
- Фудбалска прва лига Јапана: 1995.

Куп
- Сениорско фудбалско првенство Јапана: 1989, 1990.
- Куп Џеј лиге: 2023.